# Оманская байза
Байза (араб. بيسة) — разменная монета Омана, равняется 1/1000 риала.
В обращении с 1974 года. Печатаются банкноты номиналом в 100 байза, а также чеканятся монеты достоинством в 100, 50, 25, 10, 5, 2 байзы.

## Факты
В 1959 — 1966 годах байза составляла 1/200 риала, а также 1/64 рупии.